# Clyde Hill (Washington)
Clyde Hill est une ville américaine située dans le comté de King, dans l'État de Washington. Selon le recensement de 2010, sa population est de 2 984 habitants.